# Ramsjøhytta

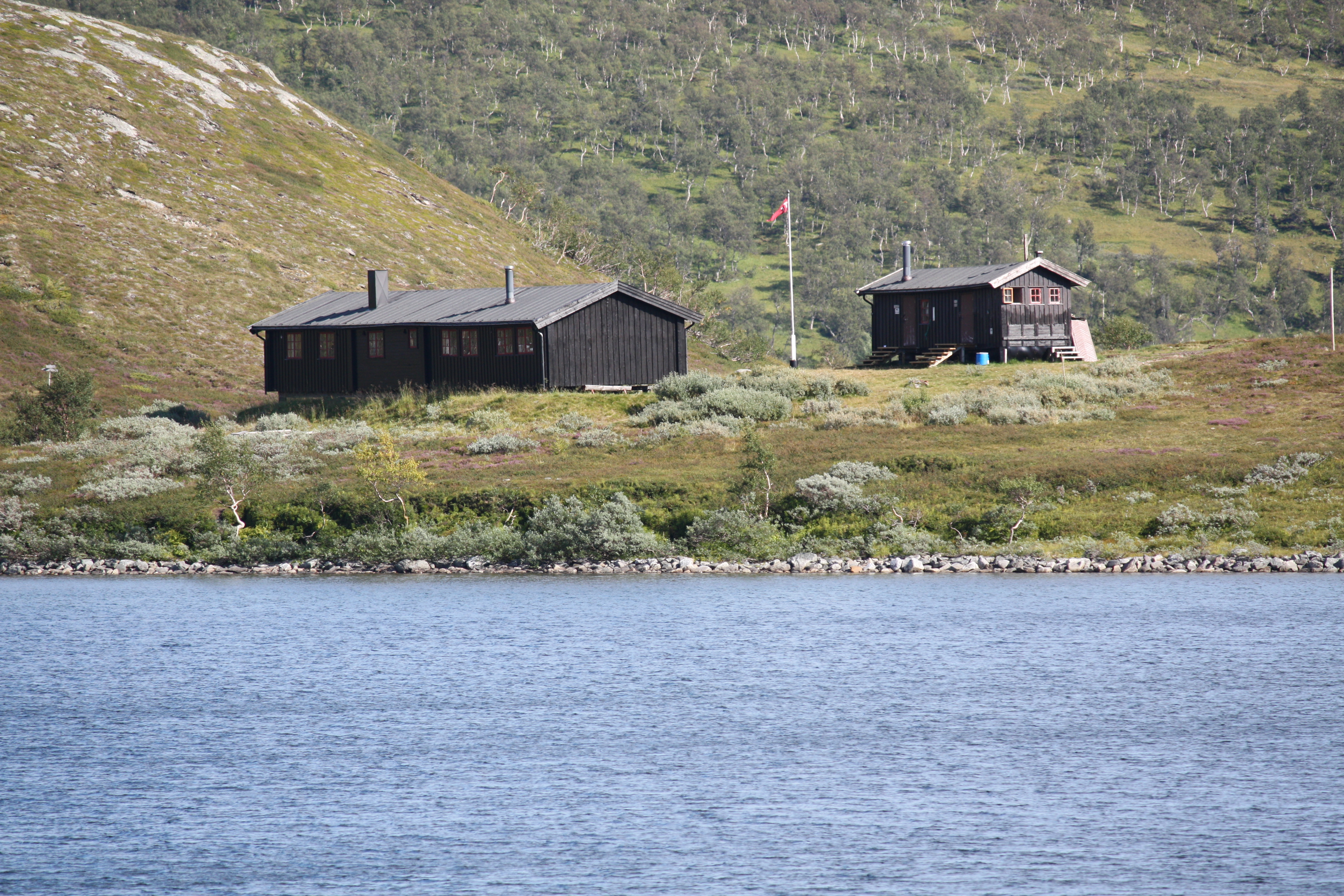
Ramsjøhytta.

Die Ramsjøhytta ist eine Selbstbedienungshütte des Norwegischen Wandervereins in der mittelnorwegischen Gemeinde Tydal in Trøndelag. Die Anfänge der Hütte gehen auf 1957 zurück, in der jetzigen Form gibt es sie seit 1984. Die Hütte ist nach dem See Ramsjøn benannt, an dem sie errichtet wurde. Sie liegt direkt am Abfluss des Sees. Der See kann bis in den Juni hinein vereist sein. Der nächste Gipfel ist der Fongen, zu dem man Tagestouren machen kann. Der Weg dorthin ist nicht markiert.
Das Anwesen besteht aus zwei Gebäuden, einem Wohngebäude und einem Gebäude mit Holzschuppen, Toilette und noch einem Schlafraum. Das Wohngebäude besteht aus einem großen Aufenthaltsraum und mehreren Schlafräumen. Insgesamt gibt es 24 Betten, fünf Zimmer mit je vier Betten und zwei Zimmer mit zwei Betten. Nötigenfalls können auf den Bänken im Aufenthaltsraum weitere sechs Personen schlafen. Wie alle Selbstbedienungshütten hat die Ramsjøhytta ein Proviantlager und eine Kochgelegenheit mit voll eingerichteter Küche. Die Wasserversorgung erfolgt über den See, die Hütte ist nicht ans Stromnetz angeschlossen.
Die nächste Straße ist ca. 5 km entfernt, die nächste Bushaltestelle ca. 20 km, zur mitten in den Bergen gelegenen Schulzhytta sind es ca. 15 km. Die nähere Umgebung ist teilweise moorig. Im Sommer kommt es vor, dass Rentierherden bis zur Hütte kommen.
Von der Hütte führen zwei markierte Wanderwege zur Schulzhytta und nach Storerikvollen, beides bewirtschaftete Hütten. Nicht markiert, aber begehbar ist der Weg zur Græslihytta.